# Centaurea jurineifolia
Centaurea jurineifolia — вид квіткових рослин айстрових (Asteraceae). Ареал: Румунія, Болгарія.